# 倫敦盧頓機場
倫敦盧頓機場（英語：London Luton Airport），通稱盧頓機場（Luton Airport），舊稱盧頓國際機場，是一座位於英國貝德福德郡盧頓的民用機場，在英國首都倫敦市中心以北僅32公里，距M1公路10a路口僅3公里。它是倫敦第四大機場，僅次於倫敦希思羅機場、倫敦盖特威克機場、倫敦-斯坦斯特德機場。上述機場加上倫敦城市機場、倫敦紹森德機場，即成為倫敦六個國際機場。

## 歷史
2022年7月18日：因連日高溫熱浪，發生跑道融化事件，導致機場停擺逾4小時，班機須轉降倫敦其他機場。

## 外部連結
- 倫敦盧頓機場官方網站 （页面存档备份，存于）
- 倫敦盧頓機場諮詢委員會網站 （页面存档备份，存于）